# Les Fosses carolines
Les Fosses carolines est un roman historique de François Cavanna dans la ligne de ses suites mérovingiennes. Il a été publié en 1986.

## Résumé
Le héros est un ancien chevalier Franc établi à Constantinople. Il est recruté par l'Impératrice Irène pour porter un message secret à Charlemagne. Il traverse l'Europe d'est en ouest, traversant le territoire de peuples hostiles tels que les Bulgares et les Avars.
Il cache le précieux message dans la chair de son bras pour éviter tout risque, mais la gangrène s'y installe, et finalement le chevalier arrive à Aix-la-Chapelle presque mort. Les médecins-chirurgiens de la cour l'amputent et le bras coupé est donné en pâture aux cochons avec le message qui aurait bouleversé l'histoire du monde !
De nombreuses anecdotes accompagnent son périple, riche en combats et négociations, y compris avec diverses tribus barbares hautes en couleur, comme le camp des Huns.
Pendant ce temps, Charlemagne faisait construire péniblement le canal du Rhin au Danube, dont les vestiges existent encore sous le nom de fosse caroline, dans son rêve d'unir l'Orient et l'Occident dans un empire unique. Des milliers de terrassiers hétéroclites venus des quatre coins de l'empire font avancer lentement la tranchée, mais s'enlisent dans la pluie et les éboulements.
Le grand empire ne verra jamais le jour, faute de message de l'impératrice d'Orient et face aux problèmes insurmontables du canal à creuser...
Il a fait l'objet d'une suite intitulée La couronne d'Irène.